# دهستان کوهستان (جازموریان)
دهستان کوهستان، یکی از دهستان‌های بخش چاه حسن شهرستان جازموریان در استان کرمان ایران است. مرکز این دهستان، روستای برج عباس‌آباد است.

## جمعیت
بر پایه سرشماری عمومی نفوس و مسکن در سال ۱۳۹۵، جمعیت دهستان کوهستان برابر با ۴٬۰۹۳ نفر بوده است.